# Arsène Lejeune
Pour les articles homonymes, voir Lejeune.
Arsène Lejeune (Paris, 18 novembre 1866 - Paris, 14 janvier 1938) est un architecte D.P.L.G. et homme d'affaires français.

## Biographie

### Premières constructions en province et surtout àNancy
Après avoir été architecte des chemins de fer de l'Est, pour lesquels il dirige la réalisation des gares de Nancy, Lunéville, Remiremont et Toul, il participe activement à l'urbanisation des villes de Nancy (à la fin du XIXe siècle, il y construit douze immeubles d'habitation (notamment 20-22 rue de Grandville), dont quatre pour lui-même), puis de Paris et de sa banlieue dans les années 1900-1938, en aménageant des quartiers entiers et en y construisant des immeubles à la fois comme maître d'œuvre, maître d'ouvrage et propriétaire foncier. En province, il construisit aussi à Boulogne-sur-Mer et dans les environs de Limoges où il avait acheté une propriété en 1914.

### Participation à l'urbanisation de l'Est de Paris
Selon son autobiographie publiée en juillet 1933, à Paris intra-muros, il avait construit à cette date trente quatre immeubles : 21 immeubles rue Belgrand (20e arrondissement), 7 immeubles square Grangé (13e arrondissement), un building 57 rue des Archives (3e arrondissement), quatre immeubles du no 1 au no 7 rue de Strasbourg (10e arrondissement).
Dans le 10e arrondissement de Paris, il construisit également l'hôtel Terminus Est.
Après 1933, il construisit encore des immeubles à Paris rue de la Glacière (13e arrondissement).
À cette date, il employait douze architectes diplômés.
La construction d'immeubles, dont les façades étaient décorées à l'époque de sculptures en pierre, et dont les intérieurs étaient ornés de peintures lui permit de fournir des commandes à de nombreux sculpteurs dont trois Premiers Grands Prix de Rome et à des peintres dont deux Seconds Grands Prix de Rome

### Pionnier des bains de mer
Pionnier des bains de mer, Arsène Lejeune participe dès 1898 à la transformation du village de pêcheurs d'Audresselles en village balnéaire où il réalise plusieurs villas dans le style de l'époque dont une, la villa Les Roches, qui domine la mer, existe encore malgré la guerre. Préoccupé par les questions sociales avant l'heure, il s'efforce d'embaucher dans le village même des employés.
Il était aussi architecte du Sous-Comptoir des Entrepreneurs, devenu ensuite Comptoir des Entrepreneurs - Crédit foncier de France de France, et président du Salon de "l'Art au XXe", où il était le principal acheteur.

## Commentaire sur son œuvre
En conformité avec l'architecture de son temps, Arsène Lejeune n'a pas cherché à innover dans l'aspect extérieur de ses façades mais il a fait en sorte que les classes défavorisées puissent avoir des logements décents dont l'aspect extérieur ne présentait guère de différence avec les immeubles dits "bourgeois". Il prenait tous les risques de cette politique puisqu'il restait propriétaire-bailleur d'une partie de ses constructions. 
C'est d'ailleurs en prenant de gros risques qu'il a pu faire ses réalisations puisqu'il s'était endetté sans compter, en prévoyant une reprise de l'inflation inconnue depuis 95 ans, en raison des tensions internationales.
Il a emprunté des sommes considérables avant la première guerre mondiale, il a remboursé après. 
C'est à ce titre qu'il est représentatif des grands architectes - hommes d'affaires de l'époque de Zola et de Marcel Proust, riches à l'origine de leurs seuls diplômes.
Bien qu'il déclarât vouloir "loger le peuple", sa rhétorique, considérée peut-être par les électeurs comme paternaliste, ne lui permit pas de rallier suffisamment de suffrages pour être élu dans le XXe arrondissement, et les électeurs lui préférèrent son gendre.

## Famille
Il a eu 5 enfants. Ses deux fils, Pierre et Armand, architectes eux aussi, ont fait de nombreuses réalisations, notamment à Paris, avenue de la Grande-Armée, et à Limoges.
Arsène Lejeune était aussi le beau-père d'Albert Besson, médecin bactériologiste et homme politique français, membre de l'Académie nationale de médecine, de Robert Verley, ingénieur aéronautique, et de André Sill, architecte, membre de l'Académie d'Architecture.
L'une de ses petites-filles a épousé le peintre Maurice Boitel.
Deux de ses arrière-petits-enfants sont aussi architectes: Jean-Jacques Sill, architecte en chef des monuments historiques, et Laurence Sill, architecte DESA.
Il meurt en 1938 et est enterré au cimetière du Père-Lachaise (95e division).